# Stadion Miejski im. Janusza Kusocińskiego w Świdnicy
Stadion Miejski im. Janusza Kusocińskiego – wielofunkcyjny stadion w Świdnicy, w Polsce. Został otwarty 16 lipca 1933 roku. Może pomieścić 999 widzów. Swoje spotkania rozgrywają na nim piłkarze klubu Polonia-Stal Świdnica.
Stadion został wybudowany w latach 1928–1933 i otwarty 16 lipca 1933 roku. Do 1934 roku nosił imię Helmutha Brücknera (Helmuth-Brückner-Kampfbahn). Po II wojnie światowej Świdnica znalazła się w granicach Polski, a gospodarzem stadionu została Polonia Świdnica. Klub ten w sezonach 1949 i 1950 występował w II lidze. W 1956 roku nadano stadionowi imię Janusza Kusocińskiego. W latach 2017–2018 przeprowadzono gruntowną modernizację obiektu, m.in. położono nową, tartanową bieżnię lekkoatletyczną, a w miejsce starych trybun powstały zupełnie nowe, częściowo zadaszone, mogące pomieścić 999 widzów (przed przebudową pojemność stadionu wynosiła 3000 widzów).